# Пирматов, Галимжан Олжаевич
Галымжан Олжаевич Пирматов (каз. Ғалымжан Олжаұлы Пірматов, род. 24 апреля 1972) — казахстанский государственный деятель, Председатель Национального банка Республики Казахстан (2022-2023).

## Образование, специальность (квалификация), лицензии
- В 1993 году с отличием окончил Новосибирский государственный университет, по специальности «Математик»[1].
- В 1993 году закончил Казахстанский институт менеджмента экономики и прогнозирования по специальности «Магистр делового администрирования»[2].
- В 2001 году получил образование в Willamette University MBA[3]
- Владеет казахским, русским, английским языками.

## Трудовой стаж
- Первым местом работы молодого специалиста стала золотодобывающая компания «Алтын-Тас», где с 1994 по 1998 годы он трудился финансовым директором.[4]
- В 2002—2003 годы — финансовый директор компании «AES КиевОблЭнерго»
- В 2003—2004 годы — коммерческий директор компании «AES Украина»
- В 2005—2007 годы — начальник управления проектного финансирования, управляющий директор — директор департамента инвестиционного банкинга АО «Народный Банк Казахстана»
- В 2007—2009 годы — вице-министр экономики и бюджетного планирования Республики Казахстан.
- В 2009—2011 годы — вице-президент по экономике и финансам АО "НАК «Казатомпром».
- В 2011—2015 годы — президент компании Cameco Kazakhstan[5].
- В 2015—2017 годы —заместитель председателя Национального банка Республики Казахстан[6].
- В 2017—2021 годы — председатель правления национальной атомной компании «Казатомпром»[7].
- С 3 февраля 2022 года по 4 сентября 2023 года — председатель Национального банка Республики Казахстан[8][9].

## Государственные и международные награды, премии, почетные звания
- Орден «Құрмет» (2016);
- Орден «Парасат» (2021);[10]
- Юбилейная медаль — «Қазақстан Республикасының тәуелсіздігіне 25 жыл» (2016)